# Maken
Die Maken (altgr. Μάκαι, Mákai, lat. Macae) waren ein libyscher Stamm, der in der Antike am Mittelmeer im westlichen Libyen siedelte.
Die Maken werden erstmals im 5. Jh. v. Chr. vom Historiker Herodot genannt. Hernach gehörten sie zu den nomadischen Libyern und wohnten am Meer und am Fluss Kinyps (heute: Wādī Ka‘ām). Ihr Land war nach Herodot im Gegensatz zum restlichen Libyen besonders fruchtbar. Als ihre Nachbarn nennt er die Nasamonen, Garamanten und Gindanen. Die Maken schoren ihre Haare seitlich und ließen nur einen Kamm auf dem Scheitel stehen. Diese Angabe gilt als ältestes literarisches Zeugnis für den Irokesenschnitt. Auch andere libysche Stämme waren anhand ihrer auffälligen Haartracht erkennbar. Gemäß Silius Italicus waren die Maken mit einer Art Bumerang (latein. cateiae) bewaffnet.
Anno 514 v. Chr. landete der spartanische König Dorieus mit einer Flotte an der Mündung des Kinyps und gründete dort eine Stadt. Im dritten Jahr danach verbündeten sich die Maken und die Karthager, vertrieben die Siedler und zerstörten die Stadt. Eine Inschrift aus dem 3. Jh. v. Chr., die in der theräischen Koloniestadt Kyrene gefunden wurde, nennt einen Sieg der Kyrenäer über die Nasamonen und Maken.
Ein gleichnamiger antiker Stamm lebte am Persischen Golf im heutigen Oman.